# 大道 (大阪市)
大道（だいどう）は、大阪府大阪市天王寺区にある町名。現行行政地名は大道一丁目から大道四丁目。

## 地理
天王寺区の南部に位置し、東に寺田町、西に逢阪と茶臼山町、南に南河堀町、南西に北河堀町と堀越町、北に勝山、北西に四天王寺、南東に阿倍野区天王寺町北と接している。

## 世帯数と人口
2019年（平成31年）3月31日現在の世帯数と人口は以下の通りである。
| 丁目       | 世帯数    | 人口    |
| ---------- | --------- | ------- |
| 大道一丁目 | 664世帯   | 1,040人 |
| 大道二丁目 | 922世帯   | 1,736人 |
| 大道三丁目 | 785世帯   | 1,236人 |
| 大道四丁目 | 488世帯   | 930人   |
| 大道五丁目 | 210世帯   | 444人   |
| 計         | 3,069世帯 | 5,386人 |

### 人口の変遷
国勢調査による人口の推移。
| 1995年（平成7年）  | 4,276人 | [ 5 ] |  |
| 2000年（平成12年） | 4,181人 | [ 6 ] |  |
| 2005年（平成17年） | 4,765人 | [ 7 ] |  |
| 2010年（平成22年） | 4,994人 | [ 8 ] |  |
| 2015年（平成27年） | 5,335人 | [ 9 ] |  |

### 世帯数の変遷
国勢調査による世帯数の推移。
| 1995年（平成7年）  | 1,929世帯 | [ 5 ] |  |
| 2000年（平成12年） | 2,000世帯 | [ 6 ] |  |
| 2005年（平成17年） | 2,430世帯 | [ 7 ] |  |
| 2010年（平成22年） | 2,785世帯 | [ 8 ] |  |
| 2015年（平成27年） | 2,985世帯 | [ 9 ] |  |

## 事業所
2016年（平成28年）現在の経済センサス調査による事業所数と従業員数は以下の通りである。
| 丁目       | 事業所数  | 従業員数 |
| ---------- | --------- | -------- |
| 大道一丁目 | 93事業所  | 871人    |
| 大道二丁目 | 74事業所  | 473人    |
| 大道三丁目 | 62事業所  | 389人    |
| 大道四丁目 | 90事業所  | 758人    |
| 大道五丁目 | 26事業所  | 99人     |
| 計         | 345事業所 | 2,590人  |

## 交通

### 鉄道
- 西日本旅客鉄道
  - 大阪環状線 寺田町駅

### 道路
- 国道165号
- 大阪府道28号大阪高石線（上町筋）
- 大阪府道30号大阪和泉泉南線（谷町筋）
- 玉造筋

## 施設
- 大阪市立天王寺小学校
- 大阪社体スポーツ専門学校
- 四天王寺病院
- 河堀稲生神社
- 大阪聖愛教会

## 出身・ゆかりのある人物
- 赤田瑳一（衆議院議員）[11]

## その他

### 日本郵便
- 〒543-0052[3]（集配局：天王寺郵便局[12]）